# Collegi elettorali del Regno Unito
Nel Regno Unito, ognuna delle aree o divisioni elettorali chiamate collegi elegge un membro di un Parlamento o di un'Assemblea, con l'eccezione delle circoscrizioni elettorali del Parlamento europeo che sono collegi elettorali plurinominali.
All'interno del Regno Unito vi sono cinque corpi legislativi, con membri eletti da distretti elettorali chiamate collegi, in opposizione ai "wards":
- la Camera dei Comuni
- il Parlamento scozzese
- l'Assemblea dell'Irlanda del Nord
- l'Assemblea Nazionale per il Galles
- l'Assemblea di Londra

Tra il 1921 ed il 1973, il seguente corpo legislativo comprendeva membri eletti da collegi:
- il Parlamento dell'Irlanda del Nord

Le aree elettorali chiamate circoscrizioni venivano utilizzate anche per le elezioni del Parlamento europeo.
Nelle elezioni del governo locale (ad eccezione dell'Assemblea di Londra), le aree elettorali sono chiamate ward.

## Collegi di contea e di borough
I collegi della Camera dei Comuni, dell'Assemblea dell'Irlanda del Nord, del Parlamento scozzese e dell'Assemblea del Galles sono designate come collegi di contea ("county constituency") o di borough ("borough constituency"), ad eccezione della Scozia dove viene utilizzato il termine burgh anziché borough. Con l'avvento del suffragio universale, la differenza tra questi collegi è molto sottile; in precedenza, il diritto di voto era diverso, e vi erano anche i collegi di borough di contea e universitarie.
I collegi di borough sono in prevalenza urbane, mentre quelle di contea sono prevalentemente rurali. Non vi sono criteri definiti per la distinzione; la Commissione sui Confini per l'Inghilterra ha stabilito che, "come principio generale, dove il collegio contenga più di un piccolo elemento rurale, dovrebbe in generale essere definito come collegio di contea. Altrimenti, dovrebbe essere designato come collegio di borough". In Scozia, tutti i collegi sono di contea, ad eccezione di quelle delle città di Glasgow, Edimburgo, Aberdeen, Dundee e tre aree urbane del Lanarkshire Settentrionale.
Il presidente di seggio è tipicamente il l'amministratore del consiglio locale o il capo dei servizi legali. Il ruolo, tuttavia, è separato da queste cariche, e può essere detenuto da qualsiasi persona nominata dal Consiglio. I limiti di spesa per le campagne elettorali sono differenti nei due tipi di collegio, e ciò è dovuto al fatto che nei collegi di contea i candidati tendono a dover viaggiare maggiormente.
| Corpo legislativo elettivo             | Tipo di collegio            | Tipo di collegio            |
| Corpo legislativo elettivo             | borough/burgh               | contea                      |
| -------------------------------------- | --------------------------- | --------------------------- |
| Camera dei Comuni                      | £ 7.150 + 5p per elettore   | £ 7.150 + 7p per elettore   |
| Assemblea dell'Irlanda del Nord        | £ 5.483 + 4,6p per elettore | £ 5.483 + 6,2p per elettore |
| Parlamento scozzese Parlamento gallese | £ 5.761 + 4,8p per elettore | £ 5.761 + 6.5p per elettore |

Per le elezioni suppletive di ciascuno di questi corpi legislativi, il limite in tutti i collegi è £ 100.000.

### Storia
Nella Camera dei Comuni d'Inghilterra, ogni contea eleggeva due "cavalieri della contea", mentre ogni borough affrancato eleggeva "cittadini" (di solito due, talvolta quattro, e in pochi casi uno solo). Dal 1535 venne rappresentata ogni contea e borough del Galles, tramite un cavaliere o un cittadino. L'elettorato venne ristretto in maniera diversa nei diversi tipi di collegio: nei collegi di contea potevano votare coloro che disponevano di 40 scellini (ossia i proprietari terrieri), mentre nei collegi di borough l'elettorato variava da coloro che disponevano di una abitazione di misura minima, dando quindi il diritto di voto a molti, fino ai borghi putridi con pochissimi votanti. Un borough di contea era un collegio che combinava gli elettorati di contea e borough. Fino al 1950 vi furono anche circoscrizioni universitarie, che offrivano ai laureati una rappresentanza aggiuntiva.
Distinzioni simili si applicavano nella Camera dei Comuni irlandese, mentre i membri eletti al Parlamento di Scozia in collegi non-universitari erano chiamati Commissari di Contea e Commissari di Burgh. Dopo l'Atto di Unione del 1707, i burgh scozzesi furono raggruppati in distretti nel Parlamento di Gran Bretagna, ad eccezione di Edimburgo che rimase un collegio a sé stante. Dopo l'Atto di Unione del 1800, i più piccolo borough irlandesi persero la rappresentanza, mentre la maggior parte degli altri inviava un solo deputato al Parlamento del Regno Unito.
Il Reform Act 1832 ridusse il numero dei borough parlamentari eliminando i borghi putridi; divise anche le contee più estese in due divisioni ciascuna con due seggi, e i confini di queste furono definiti con il Parliamentary Boundaries Act 1832, che diede anche a sette contee un terzo membro. Il Redistribution of Seats Act 1885 equalizzò la popolazione di ciascun collegio: divise i borough maggiori in circoscrizioni a singolo seggio, ridusse i borough minori da due seggi ad uno solo, divise le contee e le divisioni con due seggi in due collegi a singolo seggio, e le contee con tre seggi in collegi con singolo seggio.
La Camera dei Comuni (con il Redistribution of Seats Act 1958) eliminò la quota elettorale comune in tutto il Regno Unito con quattro quote minime separate per ogni seggio, e di conseguenza venne stabilito che i seggi in Inghilterra dovevano avere un elettorato minimo di 69.534 persone, in Irlanda del Nord un seggio ogni almeno 67.145 abitanti, in Galles ogni 58.383 persone e in Scozia ogni 54.741 abitanti.

## Collegi della Camera dei Comuni
Alle elezioni generali nel Regno Unito del 2005 la Camera dei Comuni contava 646 collegi che coprivano l'intero Regno Unito. Il numero crebbe fino a 650 alle elezioni del 2010; ogni collegio elegge un membro del Parlamento con il sistema maggioritario a turno unico. Il candidato che prende il maggior numero di voti nella circoscrizione, viene eletto rappresentante alla Camera dei Comuni per quel collegio.
La Camera dei Comuni è una delle due camere del Parlamento del Regno Unito, l'altra è la Camera dei Lord.

## Collegi dell'Assemblea di Londra
Vi sono 14 collegi dell'Assemblea di Londra, e coprono l'intera area della Greater London; ogni collegio elegge un membro dell'assemblea con il sistema maggioritario a singolo turno. Otto membri addizionali vengono eletti dall'intera Greater London per costituire una forma mista di rappresentanza proporzionale.
I nomi dei collegi ed i loro confini rimangono quelli della prima elezione dell'Assemblea nel 2000.
L'Assemblea fa parte dell'Autorità della Grande Londra e le elezioni generali dell'Assemblea si svolgono insieme a quelle per il Sindaco di Londra.

## Collegi dell'Assemblea dell'Irlanda del Nord
Vi sono 18 collegi per l'Assemblea dell'Irlanda del Nord: quattro borough per Belfast e 14 collegi di contea nel resto della nazione (come indicato sotto).
Ogni collegio elegge sei membri dell'Assemblea per costituire tutti i 108 membri con il sistema del voto singolo trasferibile. I confini dei collegi dell'Assemblea sono identici ai loro equivalenti alla Camera dei Comuni del Regno Unito.
I collegi non sono utilizzate per l'elezione degli 11 consigli di distretto.
| Nome | Confini attuali                            | Nome |
| --- | ------------------------------------------ | --- |
| 1. Belfast East BC 2. Belfast North BC 3. Belfast South BC 4. Belfast West BC 5. East Antrim CC 6. East Londonderry CC 7. Fermanagh & South Tyrone CC 8. Foyle CC 9. Lagan Valley CC | collegi parlamentari nell'Irlanda del Nord | 1. Mid Ulster CC 2. Newry & Armagh CC 3. North Antrim CC 4. North Down CC 5. South Antrim CC 6. South Down CC 7. Strangford CC 8. Upper Bann CC 9. West Tyrone CC |

## Collegi del Parlamento scozzese
I collegi del Parlamento scozzese sono talvolta chiamati "collegi di Holyrood" per distinguerle da quelle di Westminster (cioè della Camera dei Comuni). L'edificio del Parlamento scozzese si trova nell'area di Holyrood a Edimburgo, mentre il principale luogo di riunione del Parlamento del Regno Unito si trova al Palazzo di Westminster, nella Città di Westminster.
Esistono 73 collegi di Holyrood che coprono l'intera Scozia, ed ognuna di queste elegge un deputato al Parlamento scozzese utilizzando il sistema maggioritario a turno unico. Inoltre, i collegi sono raggruppati in otto regioni elettorali, e ognuna di queste regioni elegge dei membri addizionali, per produrre una firma di sistema proporzionale misto.
I collegi esistenti furono create per le prime elezioni parlamentari scozzesi, nel 1999; quando furono create, tutte tranne due avevano gli stessi nomi e confini dei collegi di Westminster. Le due eccezioni erano i collegi di Orcadi e Shetland, che coprivano rispettivamente gli omonimi arcipelaghi. Per le elezioni del Parlamento del Regno Unito, invece, Orcadi e Shetland costituiscono un unico collegio.
Nel 1999, con lo Scotland Act 1998, si pensava che vi sarebbe stato un collegamento permanente tra i collegi di Holyrood e quelli di Westminster; il legame fu in seguito rotto con una legge del 2004, che permise la creazione di una nuova versione dei collegi di Westminster senza modificare quelle di Holyrood. I nuovi confini dei collegi di Westminster divennero effettivi a partire dalle elezioni generali nel Regno Unito del 2005.

## Collegi dell'Assemblea per il Galles
Vi sono 40 collegi dell'Assemblea Nazionale per il Galles che coprono l'intero Galles, e ognuna elegge un membro dell'Assemblea per il sistema maggioritario a turno unico. Inoltre, i collegi sono raggruppati in cinque regioni elettorali, e ognuna di queste elegge quattro membri addizionali, per generare una forma di rappresentanza proporzionale mista.
L'attuale conformazione dei collegi dell'Assemblea è la seconda; la prima fu creata per le prime elezioni per l'Assemblea Nazionale per il Galles del 1999.